# 1368 Numidia
Numidia (asteróide 1368) é um asteróide da cintura principal com um diâmetro de 19,29 quilómetros, a 2,3635429 UA. Possui uma excentricidade de 0,0633457 e um período orbital de 1 464,08 dias (4,01 anos).
Numidia tem uma velocidade orbital média de 18,74997422 km/s e uma inclinação de 14,83096º.
Esse asteróide foi descoberto em 30 de Abril de 1935 por Cyril Jackson.